# Bitola Brunel
Esta bitola apareceu pela primeira vez na Guerra das Bitolas, em 1833, por Brunel (daí vem o nome). Tem a medida de exactamente 7 pés ou 2,134 m, e foi usada pela primeira vez na GWR, durante algum tempo. mas depois a bitola internacional (1,44m) sobressaiu e tornou-se mais popular, e o sitema padrão do Reino Unido